# Un soir en scène
Pour plus de détails, voir Fiche technique et Distribution.
Un soir en scène (titre original : Sweet Adeline) est un film musical américain réalisé par Mervyn LeRoy, sorti en 1934.

## Synopsis
Sid Barnett, un jeune compositeur, est amoureux d'Adeline Schmidt, la fille d'un propriétaire de café en plein air, mais son père Oscar ne l'aime pas, lui préférant le héros de guerre hispano-américain Major Day. Parce que Schmidt est complètement opposé au show business, la sœur d'Adeline, Nellie, s'enfuit à New York, dans l'espoir de poursuivre une carrière d'actrice. Adeline la poursuit.
Lorsque Sid voit Adeline, il insiste sur le fait qu'elle est la seule à pouvoir chanter les chansons de sa nouvelle opérette. Après avoir montré qu'elle a du talent au réalisateur, celui-ci accepte de remplacer l'actrice espagnole Elysia. Parce que le sponsor Rupert Rockingham ne financera la pièce que si Elysia joue, Day intervient et propose de soutenir la pièce avec Adeline comme star. Pendant les répétitions, Adeline et Sid se disputent et elle commence à passer plus de temps avec Day. Pendant ce temps, Rockingham a découvert qu'Elysia est une espionne. Il prévoit de garder son identité secrète à cause de son amour pour elle, mais Nellie le convainc qu'elle est vraiment la femme qu'il lui faut. Lorsque Day propose qu'Adeline devienne sa maîtresse en échange de son soutien à la pièce, elle est insultée et annonce qu'elle ne montera finalement pas sur scène. Sid la supplie de ne pas ruiner sa première opérette et elle accepte finalement, rendant Elysia très jalouse. Pendant la représentation, Elysia blesse gravement Adeline et la pièce se termine. 
Adeline et Sid ne parlent toujours pas jusqu'à ce que lors d'une autre répétition, le réalisateur Dan Herzig les taquine pour qu'ils s'embrassent.

## Fiche technique
- Titre français : Un soir en scène
- Titre original : Sweet Adeline
- Réalisation : Mervyn LeRoy
- Société de production : Warner Bros. Pictures
- Scénario : Erwin S. Gelsey d'après la pièce de Jerome Kern et Oscar Hammerstein II
- Musique et arrangements musicaux : Leo F. Forbstein, Ray Heindorf et Heinz Roemheld
- Photographie : Sol Polito
- Montage : Ralph Dawson et Harold McLernon
- Direction artistique : Robert M. Haas
- Costumes : Orry-Kelly, Ida Greenfield (non créditée) et S. Kring
- Pays d'origine :  États-Unis
- Format : Noir et Blanc -  son : Mono
- Genre : film musical, romance
- Durée : 87 minutes
- Date de sortie : 
  - États-Unis :29 décembre 1934

## Distribution
- Irene Dunne : Adeline Schmidt
- Donald Woods : Sid Barnett
- Hugh Herbert : Rupert Rockingham
- Ned Sparks : Dan Herzig
- Joseph Cawthorn : Oscar Schmidt
- Wini Shaw : Elysia
- Louis Calhern : Major Jim Day
- Nydia Westman : Nellie Schmidt
- Dorothy Dare : Dot
- Phil Regan : Michael - Chanteur